# Elektrostal
Elektrostal (rusko Электроста́ль, ruska izgovorjava: [ɛˌlʲektrɐˈstalʲ] iz ruskega Электро (Elektro), dobesedno električen in Сталь (Stal), dobesedno jeklo) je mesto v Moskovski oblasti v Rusiji, 58 km vzhodno od Moskve. Leta 2010 je imelo mesto 155.196 prebivalcev. Do leta 1928 se je imenovalo Zatišje. Status mesta je prejelo leta 1938.
Elektrostal je center metalurgije in težje strojegradnje. Večja podjetja so:
- Metalurška tovarna Elektrostal
- Kemično-mehanična tovarna Elektrostal
- Težki inženiring Elektrostal
- MSZ, tudi Elemash, največji ruski proizvajalec gorivnih palic za jedrske elektrarne

V mestu je bil 1. julija 2007 nameščen prvi sistem zračne obrambe S-400 v Rusiji.